# Pierre de Verceil
Pierre de Verceil, ou de Versailles, est un prélat français, évêque de Digne puis de Meaux au XVe siècle né à Versailles vers 1380, et mort le 11 novembre 1446 à Meaux.

## Biographie
Il appartenait vraisemblablement à la famille des seigneurs de Versailles et pourrait être le fils de Robert III de Versailles (1348-1402).
Dès 1405, il a entrepris des études de théologie. En 1407, il a commencé les études des Sentences de Pierre Lombard, ce qui montre qu'il est déjà bachelier. Il est licencié en théologie après mai 1412, puis reçu maître en théologie. Il participe alors au concile de la foi réuni à Paris du 30 novembre 1413 à février 1414 par l'évêque de Paris, Gérard de Montaigu, à la demande de Jean de Gerson  pour juger Jean Petit qui avait justifié le tyrannicide. En novembre 1413 il réside dans le collège de Saint-Denis.
Pierre est docteur en droit et en théologie, et professeur de théologie à l'université de Paris.Il suit le parti de la maison d'Orléans contre celle de Bourgogne, et est envoyé par Charles VII au concile de Constance. En 1430 il est nommé abbé de Saint-Martial de Limoges, et en 1432 nommé évêque de Digne.  
Pendant la tenue de ce concile, Pierre fut chargé plusieurs fois de négociations importantes auprès du pape Eugène IV, qui en fait son légat en France. On l'envoie aussi à Constantinople pour ménager la réunion des grecs avec l'église latine.
L'évêque de Digne se trouve au concile de Florence. En 1439 le pape Eugène IV le transfère à l'évêché de Meaux, et le charge de négocier la paix entre la France et l'Angleterre. On le trouve encore comme ambassadeur du roi Charles VII à Florence.

## Source
- La France pontificale (Gallia Christiana), Paris, s.d.